# Miroslav Vymazal
Miroslav Vymazal (9 de abril de 1952 — 18 de outubro de 2002) foi um ciclista olímpico tchecoslovaco. Representou sua nação nos Jogos Olímpicos de Verão de 1976, na prova de contrarrelógio (1 000 m).